# الغواصة الألمانية يو-647
غواصة يو-647 غواصة يو بوت ألمانية من غواصة الفئة السابعة سي بنيت لسلاح بحرية ألمانيا النازية كريغسمارينه، في أحواض بلوم+فوس خلال الحرب العالمية الثانية.

## التصميم
تصميم الغواصة الألمانية يو-647 هو نفس تصميم غواصة يو بوت سبعة سي. هذه الغواصة بُنيت في أحواض بلوم+فوس في هامبورغ ودخلت الخدمة في 16 مارس 19431. قامت بأربع دوريات حربية وأغرقت سفينتين تجاريتين بإجمالي 11,784 طن1. فُقدت في 16 أكتوبر 1943 في خليج بيسكاي بعد أن تعرضت لهجوم من قبل طائرة بريطانية